# Вінтер-Парк (Колорадо)
Вінтер-Парк (англ. Winter Park) — місто (англ. town) в США, в окрузі Гранд штату Колорадо. Населення — 1033 особи (2020).

## Географія
Вінтер-Парк розташований за координатами 39°52′40″ пн. ш. 105°46′58″ зх. д. / 39.87778° пн. ш. 105.78278° зх. д. (39.877727, -105.782817).  За даними Бюро перепису населення США в 2010 році місто мало площу 42,74 км², уся площа — суходіл.

## Демографія
Згідно з переписом 2010 року, у місті мешкало 999 осіб у 481 домогосподарстві у складі 210 родин. Густота населення становила 23 особи/км².  Було 2572 помешкання (60/км²).
Расовий склад населення:
| - 93,8 % — білих - 1,7 % — азіатів - 0,4 % — чорних або афроамериканців - 0,3 % — корінних американців - 0,1 % — вихідців з тихоокеанських островів - 2,1 % — осіб інших рас |

До двох чи більше рас належало 1,6 %. Частка іспаномовних становила 5,9 % від усіх жителів.
За віковим діапазоном населення розподілялося таким чином: 15,0 % — особи молодші 18 років, 76,4 % — особи у віці 18—64 років, 8,6 % — особи у віці 65 років та старші. Медіана віку мешканця становила 35,9 року. На 100 осіб жіночої статі у місті припадало 141,9 чоловіків;  на 100 жінок у віці від 18 років та старших — 144,7 чоловіків також старших 18 років.
Середній дохід на одне домашнє господарство  становив 74 621 долар США (медіана — 62 875), а середній дохід на одну сім'ю — 89 120 доларів (медіана — 96 389). За межею бідності перебувало 4,7 % осіб, у тому числі 0,0 % дітей у віці до 18 років та 0,0 % осіб у віці 65 років та старших.
Цивільне працевлаштоване населення становило 381 осіб. Основні галузі зайнятості: мистецтво, розваги та відпочинок — 65,4 %, фінанси, страхування та нерухомість — 7,6 %, транспорт — 5,8 %, виробництво — 4,7 %.